# 香港の大学一覧
香港（ホンコン）の大学一覧は、香港の大学の一覧。

## 香港の専上教育

### 法定大学・学院
大学教育資助委員会の補助を受けている学校
- 香港大学 - 香港法例第1053章『香港大學條例』による
- 香港理工大学 - 香港法例第1075章『香港理工大學條例』による
- 香港中文大学 - 香港法例第1109章『香港中文大學條例』による
- 香港浸会大学 - 香港法例第1126章『香港浸會大學條例』による
- 香港城市大学 - 香港法例第1132章『香港城市大學條例』による
- 香港科技大学 - 香港法例第1141章『香港科技大學條例』による
- 嶺南大学- 香港法例第1165章『嶺南大學條例』による
- 香港教育大学（日本の教育大学に相当、公立） - 香港法例第444章『香港教育大學條例』による

財政が自給
- 香港都会大学（日本の放送大学に相当） - 香港法例第1145章『香港都會大學條例』による

公的資金の補助を受けている学校
- 香港演芸学院（日本の芸術大学に相当、公立） - 香港法例第1135章『香港演藝學院條例』による

### 職業訓練局の院校
- 香港専業教育学院
- 香港知専設計学院
- 香港高等教育科技学院

### 認可専上学院
- 香港樹仁大学（日本の私立大学に相当）
- 香港恒生大学（日本の私立大学に相当）
- 明愛専上学院（日本の私立大学に相当）
- 珠海学院（日本の私立大学に相当）

- 東華学院（日本の私立大学に相当）
- 明徳学院（日本の私立大学に相当）
- 港専学院（日本の私立大学に相当）
- 香港能仁専上学院（日本の私立大学に相当）
- 宏恩キリスト教学院（日本の私立大学に相当）

### 一般院校
- 明愛白英奇専業学校（日本の短大に相当、私立）
- 香港科技専上書院（日本の短大に相当、私立）
- 香港専業進修学校（日本の短大に相当、私立）